# (528) Reizia
(528) Reizia est un astéroïde de la ceinture principale.

## Description
(528) Reizia est un astéroïde de la ceinture principale découvert par Max Wolf le 20 mars 1904 à Heidelberg. 

## Nom
L'astéroïde a été ainsi baptisé en référence à un personnage de l'opéra Obéron de Carl Maria von Weber (1786-1826).